# Festiwal Pieśni Sakralnej

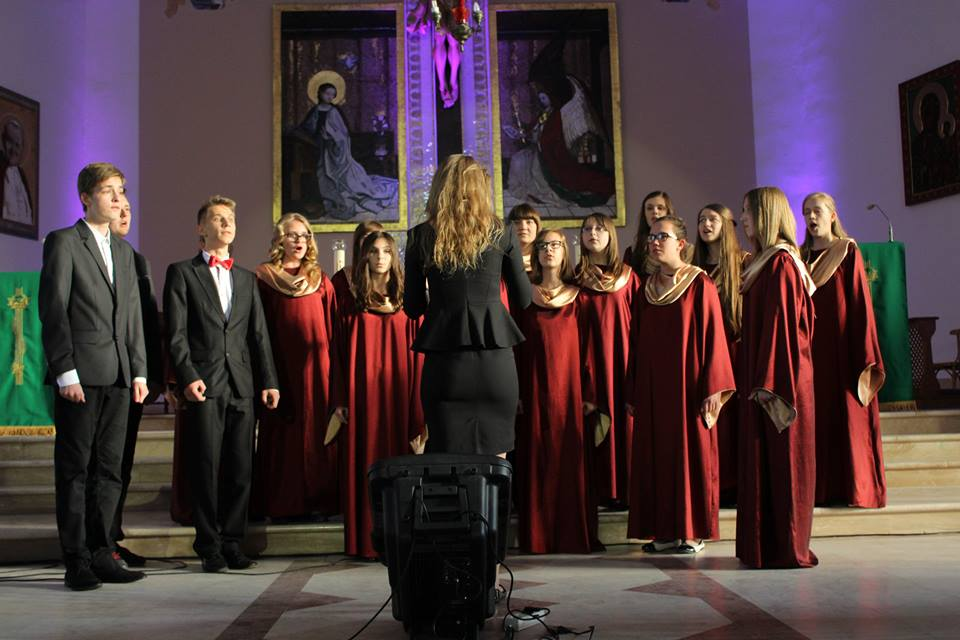
Zespół Fletnia Pana podczas występu na 16. Festiwalu Pieśni Sakralnej

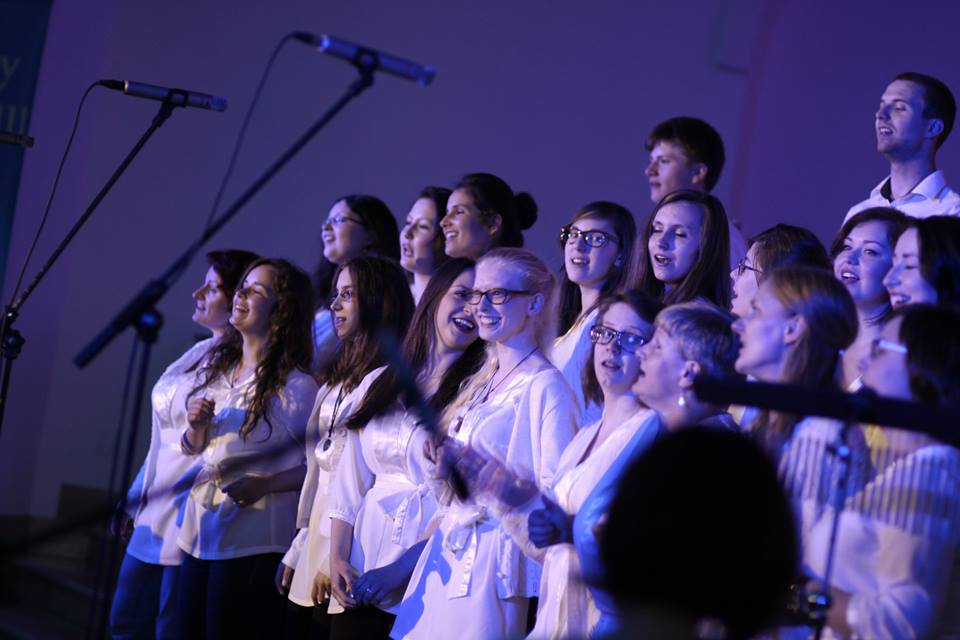
Zespół Twoje Niebo podczas gościnnego występu na 15. Festiwalu Pieśni Sakralnej

Festiwal Pieśni Sakralnej – festiwal pieśni religijnej i sakralnej o nagrodę Grand Prix "Złotą Harfę". Od 2012 roku odbywa się w Parafii Miłosierdzia Bożego w Grójcu oraz organizowany jest przez Stowarzyszenie Fletnia Pana.

## O Festiwalu
Festiwal Pieśni Sakralnej w Grójcu powstał w 2000 roku z inicjatywy Tomasza Skonecznego. Początkowo festiwal miał charakter powiatowy, a w 2013 roku zyskał charakter ogólnopolski. Głównym sponsorem Festiwalu jest Starostwo Powiatowe w Grójcu. Festiwal Pieśni Sakralnej odbywa się w parafii Miłosierdzia Bożego w Grójcu, a jego organizacją zajmują się Stowarzyszenie Fletnia Pana.
Ideą Festiwalu jest propagowanie piosenki religijnej jako formy ewangelizacji, prezentacja umiejętności, artystycznego dorobku oraz ożywienie religijnego ruchu artystycznego i integracja środowiska młodzieży chrześcijańskiej z całej Polski.
Uczestnicy Festiwalu Pieśni Sakralnej są oceniani i nagradzani w różnych kategoriach wiekowych. Najmłodsi uczestnicy to przedszkolaki, następne kategorie soliści 9-12 lat, 13-16 lat oraz od 17 lat. Schole występują w dwóch kategoriach: schole młodsze oraz schole starsze. Od 2014 roku na festiwalu istnieje również kategoria 'chóry', później dodana kategoria 'chóry dziecięce'. Zwycięzcy festiwalu, których wyłania profesjonalne jury, nagradzani są atrakcyjnymi nagrodami. Najlepszy uczestnik danej edycji festiwalu wchodzi w posiadanie dodatkowej, wyjątkowej nagrody Grand Prix – Złotej Harfy, która jest nagrodą przechodnią.

## Zwycięscy festiwalu[2]
Na przestrzeni lat Złota Harfa została przyznana wielu chórom i scholom z całej Polski.
| Edycja Festiwalu Pieśni Sakralnej | Nazwa Chóru                                      | Dyrygent            |
| --------------------------------- | ------------------------------------------------ | ------------------- |
| 14. Festiwal Pieśni Sakralnej     | Zespół Bez Nazwy                                 | Anna Ślęczek        |
| 15. Festiwal Pieśni Sakralnej     | Mulierum Schola Gregoriana Clamaverunt Iusti     | Michał Sławecki     |
| 16. Festiwal Pieśni Sakralnej     | Chór Uniwersytetu Kardynała Stefana Wyszyńskiego | Michał Sławecki     |
| 17. Festiwal Pieśni Sakralnej     | Chór Uniwersytetu Kardynała Stefana Wyszyńskiego | Michał Sławecki     |
| 18. Festiwal Pieśni Sakralnej     | Archikatedralny Chór Męski Cantores Minores      | Franciszek Kubicki  |
| 19. Festiwal Pieśni Sakralnej     | Archikatedralny Chór Męski Cantores Minores      | Franciszek Kubicki  |
| 20. Festiwal Pieśni Sakralnej     | Archikatedralny Chór Męski Cantores Minores      | Franciszek Kubicki  |
| 21. Festiwal Pieśni Sakralnej     | Kameralny Chór Politechniki Warszawskiej         | Katarzyna Karbownik |
| 22. Festiwal Pieśni Sakralnej     | Kameralny Chór Politechniki Warszawskiej         | Katarzyna Karbownik |

Od początku Festiwalu tylko dwa zespoły uzyskały trzy zwycięstwa Grand Prix "Złotej Harfy" i uzyskały prawo zachowania przechodniej statuetki na stałe. Były to schola Fletnia Pana (obecni organizatorzy) oraz Archikatedralny Chór Męski Cantores Minores (dyr. Franciszek Kubicki).

## Nagrody dodatkowe i wyróżnienia[2]
Jury zgodnie z Regulaminem konkursu może przyznawać nagrody dodatkowe i wyróżnienia.
| Edycja Festiwalu Pieśni Sakralnej | Nazwa nagrody/wyróżnienia                                                        | Zdobywca                    |
| --------------------------------- | -------------------------------------------------------------------------------- | --------------------------- |
| 18. Festiwal Pieśni Sakralnej     | Nagroda dla najlepszego dyrygenta                                                | Michał Sławecki             |
| 21. Festiwal Pieśni Sakralnej     | Wyróżnienie za zaangażowanie i wielką wrażliwość w kształceniu młodych głosów    | Magdalena Skruczaj          |
| 21. Festiwal Pieśni Sakralnej     | Wyróżnienie za popularyzowanie kultury muzycznej i muzyki sakralnej wśród dzieci | Barbara Górecka             |
| 22. Festiwal Pieśni Sakralnej     | Nagroda dla najlepszego dyrygenta                                                | Katarzyna Karbownik         |
| 22. Festiwal Pieśni Sakralnej     | Nagroda za najlepsze wykonanie utworu polskiego kompozytora                      | Chór PSM II st. w Siedlcach |

## Jury[3]
22. Festiwal Pieśni Sakralnej
- prof. Katarzyna Sokołowska
- dr Bożena Magdalena Mrózek
- dr Jakub Szafrański
- Aleksandra Kopp
- Jan Krutul
- Paulina Glinka

21. Festiwal Pieśni Sakralnej
- prof. Katarzyna Sokołowska
- dr Bożena Magdalena Mrózek
- dr Jakub Szafrański
- Maria Hublik-Kaszuba
- Aleksandra Kopp